# Chłoniaki nieziarnicze
Chłoniaki nieziarnicze (ang. non-Hodgkin lymphoma, NHL) – grupa chorób nowotworowych charakteryzująca się klonalnym rozrostem komórek limfoidalnych odpowiadających różnym stopniom zróżnicowania prawidłowych limfocytów B, T lub komórek NK. Stanowią grupę chorób zróżnicowanych pod względem patogenezy, obrazu morfologicznego i klinicznego. Zajmują 6. miejsce pod względem częstości występowania u dorosłych i stanowią 5–7% wszystkich nowotworów u dzieci.

## Klasyfikacja
Do chłoniaków nieziarniczych zalicza się m.in. (według WHO):
- chłoniaki B-komórkowe:
  - chłoniak limfoblastyczny z komórek B/ostra białaczka limfoblastyczna B-komórkowa (B-LBL/B-ALL)
  - przewlekła białaczka limfatyczna B-komórkowa/chłoniak z małych komórek B (B-CLL/SLL)
    - białaczka włochatokomórkowa (HCL)
    - białaczka prolimfocytowa B-komórkowa (B-PLL)

  - chłoniak z komórek płaszcza (MCL)
  - chłoniak strefy brzeżnej z komórek B (MZBCL)
    - Pozawęzłowy chłoniak strefy brzeżnej z komórek B/chłoniak MALT (EN-MZBCL, MALT-BCL)

  - chłoniak grudkowy (FL)
  - chłoniak rozlany z dużych komórek B (DLBCL)
    - pierwotny chłoniak wysiękowy (PEL)
    - pierwotny chłoniak ośrodkowego układu nerwowego (PCNSL)

  - chłoniak limfoplazmocytowy/makroglobulinemia Waldenströma (LPL/WM)
  - chłoniak plazmoblastyczny (PBL)
  - szpiczak plazmocytowy (MM)
  - białaczka plazmocytowa (PCL)
  - chłoniak Burkitta
- chłoniaki T/NK-komórkowe:
  - chłoniak limfoblastyczny z komórek T/ostra białaczka limfoblastyczna T-komórkowa (T-LBL/T-ALL)
  - chłoniak/białaczka z komórek T dorosłych (ATLL)
  - chłoniak z obwodowych komórek T (PTCL)
  - ziarniniak grzybiasty
  - anaplastyczny chłoniak wielkokomórkowy (ALCL)

## Etiopatogeneza
Etiologia większości chłoniaków nieziarniczych jest nieznana. Czynniki o udowodnionym związku przyczynowym:
- czynniki infekcyjne:
  - EBV
  - HTLV
  - HHV-8
  - HCV
  - HIV
  - Helicobacter pylori
- czynniki chemiczne: benzen, pestycydy, herbicydy, azbest
- promieniowanie jonizujące
- wcześniejsza chemioterapia
- choroby autoimmunologiczne: zespół Sjögrena, reumatoidalne zapalenie stawów, toczeń rumieniowaty układowy, celiakia[1]

## Objawy kliniczne
- objawy ogólne: gorączka, nocne poty, utrata >10% masy ciała w ciągu ostatnich 6 miesięcy
- powiększenie węzłów chłonnych – węzły niebolesne, skóra nad nimi niezmieniona, o średnicy >2 cm, wykazują tendencję do zrastania się w pakiety, zwykle powoli się powiększają, mogą się okresowo zmniejszać,
- duże powiększone węzły chłonne mogą być przyczyną zespołu żyły głównej górnej, zespołu żyły głównej dolnej, gromadzenie się płynu w jamie opłucnej, wodobrzusza, obrzęku kończyn dolnych,
- objawy obecności guza pozawęzłowego:
  - ból brzucha – spowodowany powiększeniem wątroby lub śledziony
  - niedokrwistość, trombocytopenia, leukopenia – w wyniku znacznego powiększenia śledziony lub nacieczenia szpiku,
  - żółtaczka – w wyniku nacieczenia wątroby,
  - objawy lokalizacji w przewodzie pokarmowym – krwawienie, niedrożność jelit, zespół złego wchłaniania.

## Klasyfikacja kliniczna
- chłoniaki o powolnym przebiegu (indolentne)
- chłoniaki o agresywnym przebiegu
- chłoniaki o bardzo agresywnym przebiegu

## Klasyfikacja Ann Arbor
| Stopień | Modyfikacje oznaczenia | Zaawansowanie choroby                                                                                               |
| ------- | ---------------------- | --- |
| I       |                        | zajęcie jednej grupy węzłów chłonnych                                                                               |
| I       | IE                     | zajęcie jednego narządu pozawęzłowego                                                                               |
| II      |                        | zajęcie dwu lub więcej grup węzłów po tej samej stronie przepony                                                    |
| II      | IIE                    | jak wyżej z dodatkowym zajęciem sąsiadującego narządu pozawęzłowego                                                 |
| III     |                        | zajęcie węzłów po obu stronach przepony                                                                             |
| III     | IIIS                   | zajęcie śledziony                                                                                                   |
| III     | IIIE                   | zajęcie sąsiadującego narządu pozawęzłowego                                                                         |
| III     | IIIES                  | równoczesne zajęcie śledziony i sąsiadującego narządu pozalimfatycznego                                             |
| IV      |                        | zajęcie jednego lub kilku narządów pozalimfatycznych i innych tkanek; stan węzłów chłonnych nie wpływa na rokowanie |

Wszystkie stopnie dzielone są dodatkowo w zależności od obecności (B) lub braku (A) objawów ogólnych, takich jak gorączka powyżej 38 °C, nocne poty, utrata powyżej 10% masy ciała w ciągu 6 miesięcy. Do użycia oznaczenia „B” konieczne jest stwierdzenie co najmniej jednego z tych objawów. Niekiedy stosuje się również znacznik „X” oznaczający obecność masywnego guza (powyżej 10 cm średnicy) w śródpiersiu.

## Rozpoznanie
Rozpoznanie można postawić jedynie na podstawie badania histopatologicznego węzła lub zajętego narządu. Zaleca się chirurgiczne pobranie całego węzła. Badanie cytologiczne jest niewystarczające. Badania obrazowe (USG, TK, MRI, PET) są stosowane w poszukiwaniu zajętych węzłów i zmian pozawęzłowych. Zaleca się badania cytogenetyczne i molekularne. Konieczna jest biopsja szpiku (aspiracyjna i trepanobipsja). U niektórych pacjentów wykonuje się badanie płynu mózgowo-rdzeniowego.

## Leczenie
W planowaniu leczenia należy wziąć pod uwagę wiek chorego, jego ogólny stan zdrowia, typ histologiczny, stan zaawansowania choroby oraz czynniki prognostyczne.

### Chłoniaki o powolnym przebiegu (indolentne)
Cechuje je wieloletni przebieg i stosunkowo dobre rokowanie, zazwyczaj rozpoznawany w stadium zaawansowanym. Chłoniaki indolentne są wyleczalne jedynie we wczesnych stadiach, wówczas stosuje się radioterapię. W wyższym stopniu zaawansowania stosuje się chemioterapię (schemat COP). Jednak chemioterapia nie poprawia odległych wyników leczenia, dlatego włącza się ją w momencie wystąpienia objawów. Rytuksymab (przeciwciało anty-CD20) powoduje wydłużenie czasu progresji. W chłoniakach żołądka typu MALT w 70–80% można uzyskać całkowitą regresję po eradykacji H. pylori przy pomocy antybiotyków.

### Chłoniaki o agresywnym przebiegu
Chłoniaki tego typu charakteryzują się dynamicznym przebiegiem i dużą wrażliwością na chemioterapię. Schemat CHOP w 50–80% pozwala uzyskać całkowitą remisję i około 30% wyleczeń.

### Chłoniaki o bardzo agresywnym przebiegu
W leczeniu stosuje się intensywne programy wielolekowe.

## Klasyfikacja ICD10
| kod ICD10   | nazwa choroby                                                |
| ----------- | ------------------------------------------------------------ |
| ICD-10: C82 | Chłoniak nieziarniczy guzkowy [grudkowy]                     |
| ICD-10: C83 | Chłoniak nieziarniczy rozlany                                |
| ICD-10: C84 | Obwodowy i skórny chłoniak z komórek T                       |
| ICD-10: C85 | Inne i nieokreślone postacie chłoniaka nieziarniczego        |
| ICD-10: C88 | Złośliwe choroby immunoproliferacyjne                        |
| ICD-10: C90 | Szpiczak mnogi i nowotwory złośliwe z komórek plazmatycznych |
| ICD-10: C91 | Białaczka limfatyczna                                        |